# 默西維爾 (密蘇里州)
默西維爾（英語：Mercyville）是位於美國密蘇里州梅肯縣的非建制地區。

## 歷史
默西維爾的郵局於1867年設立，其後於1889年停運。

## 地理
默西維爾所處的海拔為高於海平面241米（即791英呎），而該地所採用的時區為UTC-6，即北美中部時區（CST）。同時該地設有夏令時間，為UTC-6調快一小時，即UTC-5（CDT）。